# Svart på vitt (artikelserie)
Svart på vitt var en artikelserie om invandrare och flyktingar i Expressen med start 6 september 1993 som ledde till att Expressens dåvarande chefredaktör Erik Månsson avskedades den 15 september.

## Annonsering, lansering och innehåll
Den 5 september 1993 annonserades artikelserien genom affischer på busshållplatser, i Stockholms tunnelbana samt med annonser i flera tidningar utformade av reklambyrån Rönnberg McCann. I annonsen sitter en ensam kvinna med utsikt över en sjö följt av texten "Jag har inget emot invandrare, men vi har inte plats." I en tillhörande text skriver Expressens chefredaktör Erik Månsson "Hur länge kan vi i Sverige ge sken av att vi välkomnar invandrare och flyktingar? För det gör vi inte. Svenska folket har en bestämd åsikt om invandringen och flyktingpolitiken. Makthavarna har en helt motsatt åsikt. Det går inte ihop. Det är en opinionsbomb på väg att brisera. Därför berättar vi, med start idag. Precis som det är. Svart på vitt. Innan det smäller."
Till lanseringen av själva artikelserien, som startade den 6 september, utformades en löpsedel "KÖR UT DEM! Så tycker svenska folket om invandrare och flyktingar" som, istället för att som vanligt tryckas i svart på gult, trycktes i svart på vit bakgrund, en utformning som vanligtvis användes vid krig och begravningar.
I tidningen refererade Expressen till en opinionsundersökning som man låtit Sifo utföra. På frågan "Tycker du att myndigheterna aktivt skall försöka få de flyktingar som fått uppehållstillstånd i Sverige att återvända till sina ursprungsländer eller tycker du inte det?" 63 procent hade svarat att de borde förmås återvända, 24 procent tyckte motsatsen och 13 procent hade ingen bestämd uppfattning. Expressen skrev om "obehagliga frågor" och "siffror som förfärar".

## Reaktioner och följder
Dagen efter var Expressens budskap "TA HAND OM DEM! Så tycker Expressen om INVANDRARE OCH FLYKTINGAR" och de följande dagarna försökte tidningen övertyga opinionen att man stod på flyktingarnas och invandrarnas sida, men hård kritik hade redan riktats mot tidningen bland annat från Kommittén för Sverige mot främlingsfientlighet och LO-chefen Stig Malm. Hovet hade reagerat mot en bild av drottning Silvia på en av affischerna. Många krävde att justitiekanslern skulle pröva om löpsedeln var hets mot folkgrupp. Expressens ägare Bonnier krävde att affischerna togs ner och avskedade Erik Månsson.
I efterföljande analyser menade vissa att Sifo skulle ha gjort en slarvig opinionsundersökning, andra lade skulden på reklambyrån som utformat annonskampanjen eller på den uppskruvade skriknivån i rådande reklam och journalistikklimat. Retorikprofessorn Kurt Johannesson menade att det var "svårt för den läsare som snabbt bläddrade genom tidningen att upptäcka de tendentiösa omskrivningar och de grundlösa slutsatser och grova generaliseringar som serien arbetade med." Svenska Dagbladet skrev att vi hade vant oss vid "den närmast rutinartade överdriften".